# Anne Robert Jacques Turgot
Anne Robert Jacques Turgot, baron de l'Aulne, född den 10 maj 1727 i Paris, död där den 18 mars 1781, var en fransk statsman och nationalekonom.

## Biografi
Turgot tillhörde en gammal normandisk feodalsläkt, som tidigt övergick från svärds- till ämbetsadeln. Hans far hade som borgmästare (prévôt des marchands) i Paris förvärvat stort anseende. Den unge Turgot bestämdes först för det andliga ståndet och studerade med stor framgång vid Sorbonne, men då hans filosofiska studier givit honom en deistisk uppfattning, slog han 1751 om och ingick på den civila ämbetsmannabanan. 
År 1752 blev Turgot parlamentsråd i Paris och 1753 maître des requêtes, det vill säga en av de tjänstemän, som skötte föredragningen i statsrådet och deltog i utövningen av dettas domsrätt. Genom skriftställarverksamhet vann han tidigt anseende inom de tongivande litterära kretsarna. Ett föredrag om "människoandens framsteg", som han redan 1750 höll i Sorbonne och vari han framställde framåtskridandet som historiens princip, är av grundläggande betydelse för vetenskapen "historiens filosofi". Nära förbunden med encyklopedisterna utan att dela deras materialism och ateism, skrev han åtskilliga artiklar av vikt i deras encyklopedi.
Men den av upplysningsfilosofins skolor, till vilken Turgot egentligen slöt sig, var fysiokraternas, vars stora reformtankar – vad man såg som en rättvisare fördelning av skattebördorna samt handelns och arbetets frigörande från otillbörliga skrankor – han omfattade på samma gång som dess ensidigheter. Det främsta av de arbeten, i vilka han utförde den fysiokratiska nationalekonomin, är Reflexions sur la formation et la distribution des richesses (1766; "Tankar om rikedomens uppkomst och fördelning"). 
År 1761 blev han intendent i Limoges, där han verkade med sådan kraft för ett praktiskt genomförande av sina idéer, att de franska reformvännerna, då han 1774 av Ludvig XVI utnämndes först till sjöminister och sedan till finansminister (contrôleur general des finances), allmänt hälsade honom som Frankrikes blivande Solon. Turgot sökte nu också dels genom sparsamhet upphjälpa Frankrikes förstörda finanser, dels genom det kungliga enväldet utföra det ekonomiska reformarbete, som revolutionen sedan förverkligade. Möjligen hade dennas olyckor kunnat förekommas, om hans verk inte i otid avbrutits. Den 13 september 1774 utfärdades ett edikt, som inom Frankrike frigav spannmålshandeln. Det mottogs på många håll med hänförelse (i Sverige efterbildades det av Gustav III genom en förordning av den 22 mars 1775), men väckte också häftigt missnöje, vilket, då 1775 ett missväxtår inföll, till och med utbröt i folkupplopp (det så kallade mjölkriget). 
Att döma av en broschyr, som en hans medhjälpare, Pierre-François Boncerf, utarbetade, ämnade han även bortta de feodala bördorna. Han ville upprätta ett system av vid förvaltningen medverkande, över- och underordnade, landets jordägare representerande församlingar med en sådan för hela riket som spets, vilket visserligen inte skulle ha inneburit en inskränkning av kungamakten, men kanske kunnat leda därtill. Dessa två reformer stannade dock vid förberedelser, men 1776 genomdrev han ett nytt reformverk, varav det viktigaste var en jämnare fördelning av vägunderhållsskyldigheten (les corvées) och skråväsendets upphävande. Då reste sig emellertid de privilegierade klasserna till motstånd, vilka genom Turgots reformer såg sin undantagsställning hotad, och Parisparlamentet, trädande i spetsen för rörelsen, vägrade inregistrera de nya edikten. Genom en "lit de justice" tvangs det dock härtill den 12 mars 1776, men längre förmådde inte kung Ludvig motstå de mot Turgot fientliga bearbetningar, för vilka han från alla håll blev föremål, i synnerhet då drottningen och premiärministern Maurepas nu även använde sitt inflytande i denna riktning. Bemött med kallsinnighet och genom Malesherbes utträde ur ministären berövad sitt främsta stöd, besvor Turgot i fyra brev kungen att med fasthet fortsätta reformarbetet, men det skarpa språk han därvid begagnade – han bad exempelvis Ludvig besinna, att det var svaghet, som fört Karl I på schavotten – fullbordade hans fall, och han avskedades den 12 maj 1776. 
Sina återstående år ägnade han åt litterära sysselsättningar. Med hans avskedande föll de flesta av hans reformer, men endast för att leva upp under revolutionen, som just vid sina bästa verk i väsentlig mån inspirerades av Turgots idéer. Turgots arbeten utgavs första gången samlade 1808–1811 i nio volymer av hans vän Pierre Samuel du Pont de Nemours och åtskilligt av hans brevväxling har sedan publicerats.

## Eftermäle
Asteroiden 10089 Turgot är uppkallad efter honom.